# Afrocucumis
Afrocucumis is een geslacht van zeekomkommers uit de familie Sclerodactylidae. De wetenschappelijke naam van het geslacht werd in 1944 voorgesteld door Elisabeth Deichmann.

## Soorten
- Afrocucumis africana (Semper, 1867)
- Afrocucumis ovulum (Selenka, 1867)
- Afrocucumis stracki Massin, 1996